# Gerrit Jan Kok
Gerrit Jan Kok (Enschede, 8 januari 1960) is een Nederlands politicus en bestuurder. Hij is lid van de VVD. 

## Biografie
Vanaf 1987 had hij diverse functies in het bedrijfsleven. In 1998 werd hij gemeenteraadslid in Enschede en begin 2001 werd bekend dat hij VVD-fractievoorzitter werd. Enkele maanden later werd hij er wethouder. Hij bleef wethouder tot 2002. Kok was lid van de Provinciale Staten in Overijssel en tevens fractievoorzitter van de VVD toen hij in januari 2007 benoemd werd tot burgemeester van Ommen. In mei 2011 volgde zijn benoeming tot gedeputeerde van Overijssel waarvoor hij zijn burgemeesterschap opgaf.
Van juni 2015 tot april 2019 was hij waarnemend burgemeester van Haaksbergen. Van 13 januari 2020 tot 28 mei 2021 was hij waarnemend burgemeester van Staphorst is. Van 16 november 2021 tot 14 oktober 2022 was hij waarnemend burgemeester van Losser. Van 7 februari tot 23 oktober 2024 was hij opnieuw waarnemend burgemeester van Losser.